# Daniele Antonio Bertoli
Daniele Antonio Bertoli (San Daniele del Friuli, 12 giugno 1677 – Vienna, 27 dicembre 1743) è stato un disegnatore e costumista italiano.

## Biografia
Fratello minore di Gian Domenico Bertoli, studiò a Venezia presso i padri somaschi. Fu allievo di Gregorio Lazzarini ed entrò in contatto con la potente famiglia Dolfin, per la quale lavorò a Brescia.
Dal 1707 visse a Vienna, dove fu nominato disegnatore di corte degli Asburgo. Qui diede lezioni di disegno a Maria Teresa d'Austria e si occupò dei disegni per il teatro di corte e per le feste. Gran parte delle sue opere, a penna e acquarello, sono conservate in due volumi della Biblioteca nazionale austriaca. Grande maestro del rococò, gli vengono attribuiti i disegni dei costumi di 12 opere di Caldara, Conti, Predieri e Hasse, tutte su libretti di Metastasio.
A Vienna entrò in contatto con Anton Maria Zanetti il Vecchio (che gli dedicò una caricatura ora alla Fondazione Giorgio Cini di Venezia), Apostolo Zeno, Ludovico Antonio Muratori e Rosalba Carriera (che lo ritrasse in un pastello, conservato in una collezione privata). Pierre-Jean Mariette gli dedicò una voce nel suo Abecedario.
Nonostante le cattive voci in merito alla sua condotta durante una raccolta di materiale per il Museo Cesareo, nel 1731 fu nominato direttore della Pinacoteca e delle Gallerie imperiali e l’anno successivo insignito del feudo di Bribir, in Croazia. Morì a Vienna nel 1743.